# مالو إجديسجارد
مالو إجديسجارد (بالدنماركية: Malou Ejdesgaard)‏ مواليد 13 مارس 1991 في كوبنهاغن، هي لاعبة كرة مضرب دانمركية سابقة بدأت مسيرتها كمحترفة سنة 2010، اعتزلت اللعب في 2014. أعلى تصنيف لها في الفردي كان المركز الـ 717 في سنة 2010.

## روابط خارجية
- مالو إجديسجارد على موقع رابطة محترفات التنس (الإنجليزية)
- مالو إجديسجارد على موقع الاتحاد الدولي لكرة المضرب (الإنجليزية)
- مالو إجديسجارد على موقع كأس بيلي جين كينغ (الإنجليزية)
- مالو إجديسجارد على موقع خلاصة التنس.كوم (الإنجليزية)
- مالو إجديسجارد على موقع إي إس بي إن.كوم (الإنجليزية)